# Pieter Lenie Station
Pieter J. Lenie Field Station, zw. Copacabana – zał. w 1985 amerykańska, letnia stacja antarktyczna, położona na Wyspie Króla Jerzego (ok. 2 km w linii prostej na SE od Polskiej Stacji Antarktycznej im. Henryka Arctowskiego). Składa się z trzech niewielkich budynków położonych u podnóża Wzgórz Ratowników, niedaleko Przylądka Llano. Stacja znajduje się na terenie Szczególnie Chronionego Obszaru Antarktyki "Zachodni brzeg Zatoki Admiralicji" (ASPA 128).